# Псевдотензор
Псевдотензор (в частном случае — псевдовектор, псевдоскаляр) — тензорная (а в частности и векторная или скалярная) величина, получающая дополнительный множитель (-1) по сравнению с истинными тензорами соответствующего ранга (истинными векторами, истинными скалярами) в случае преобразований координат с отрицательным детерминантом матрицы преобразования, то есть при преобразовании, меняющем ориентацию базиса. В остальном же псевдотензор (псевдовектор, псевдоскаляр) преобразуется как истинный тензор (вектор, скаляр), а при положительном детерминанте матрицы преобразования координат — в точности как истинный тензор (вектор, скаляр).
С математической, свободной от координат точки зрения, псевдотензор на гладком многообразии есть тензор с коэффициентами в старшей внешней степени кокасательного расслоения. Так, псевдоскаляр есть просто сечение этого расслоения, иными словами, форма старшей степени или плотность. Таким образом, тензор типа {\displaystyle (r,s)} на {\displaystyle n}-мерном многообразии является тензором типа {\displaystyle (r,s+n)}, кососимметричным по последним {\displaystyle n} входам.
Другое значение термину псевдотензор придавал, например, Эйнштейн, называя так нетензорную величину, которая дает тензор после интегрирования по 4-мерному объёму. Такое употребление также общепринято, по крайней мере по отношению к тем конкретным объектам, к которым их применял Эйнштейн.